# Castell dels Arcs
El Castell dels Arcs és un castell protegit com a bé cultural d'interès nacional del municipi de Vinyols i els Arcs (Baix Camp).

## Descripció
Les restes del que hauria estat el castell dels arcs es troben al nord de la nova carretera que uneix els municipis de Salou i Cambrils dins del terme municipal de Vinyols i els Arcs. A l'indret s'han trobat restes de murs de quasi un metre d'amplada fetes de pedra lligada amb morter. Aquestes estructures havien format part d'un petit mas d'èpoques recents, actualment abandonat.
A l'oest d'aquest mas hi ha un camí que duu a la Font coberta, d'època medieval, que possiblement és l'únic vestigi físic del castell dels Arcs. Es tracta d'una font coberta per una volta feta de pedres i morter actualment eixuta pels canvis del nivell freàtic.

## Història
Fortalesa documentada el 1194. Segons Francesc Català Roca «vora mar, resten les ruïnes del castell dels Arcs». No es pot parlar de l'origen del terme amb precisió. Els Arcs consta com a part del terme de Cambrils en una carta de poblament de 1152, però poc després, sota la senyoria de la família Arcs se'n es desvincularia definitivament. La família Arcs foren propietaris del castell des de la segona meitat del segle xii (1154, data probable de construcció del castell) fins al 1243. La fusió dels termes dels Arcs i de Vinyols en una unitat administrativa i jurisdiccional va tenir lloc l'any 1339. El municipi dels Arcs va desaparèixer al segle xv.
En una intervenció arqueològica recent, duta a terme el 2009, s'hi han trobat restes de fortificacions, que és possible relacionar amb el castell, tot i que caldria fer un estudi en profunditat per poder determinar-ho amb seguretat.